# Sud pralad
Tropical Malady (สัตว์ประหลาด RTGS: Sud pralad; lit. "monstre") és una pel·lícula romàntica de drama psicològica tailandesa de 2004 escrita i dirigida per Apichatpong Weerasethakul. La pel·lícula té una estructura bifurcada; està separat en dos segments: el primer és un romanç entre dos homes, i el segon, una misteriosa història sobre un soldat perdut al bosc, embolicat per l'esperit d'un xaman.
Va guanyar el Premi del Jurat al 57è Festival Internacional de Cinema de Canes, i va ser la primera pel·lícula tailandesa a estar en la competició principal de Canes. També és la primera pel·lícula tailandesa que guanya un premi en un dels "Tres grans" festivals de cinema.
El 2022, Tropical Malady es va classificar com la 62a millor pel·lícula de tots els temps a l'enquesta dels directors de Sight & Sound i el 95è en l'enquesta dels seus crítics. El 2016, es va classificar com la sisena pel·lícula LGBT més gran de tots els temps segons l’enquesta del British Film Institute.

## Argument

### Primera Narració
Keng (Banlop Lomnoi) és un soldat assignat a un lloc en una petita ciutat a la zona rural de Tailàndia. El deure principal de la tropa és investigar la misteriosa matança de bestiar a les granges locals. Un dia, mentre està al camp, Keng coneix breument un vilatà anomenat Tong (Sakda Kaewbuadee). Més tard, Keng veu en Tong muntat en un camió, parlen alguna cosa més i aviat es desenvolupa una amistat romàntica entre ells.
Keng ajuda a Tong amb la seva feina a una fàbrica de gel. Una nit mentre condueixen un camió de repartiment de gel, troben un gos malalt al costat de la carretera. El porten a un veterinari, però s'assabenten que té càncer. Al seu torn, Tong signa un formulari per permetre'l sotmetre's a la quimioteràpia. Més tard, tots dos van a una sala de cinema.
Mentre estan asseguts junts l'endemà, se'ls acosta una dona gran que explica una història sobre com dos agricultors pobres van perdre l'oportunitat de fer-se rics. A la història, un jove monjo els va donar instruccions per recollir roques d'un estany proper. Després de fer-ho, les roques es van convertir en plata i or. Tanmateix, quan van tornar amb avidesa a buscar més, els lingots de plata i d'or que havien obtingut anteriorment es van convertir en granotes. Keng, Tong i la dona gran passen la resta de la tarda junts, caminant per una cova i trobant-se amb els amics de la dona.
Una nit, Keng i Tong recorren la ciutat amb una motocicleta. Mentre estan aturats al costat de la carretera, comparteixen un breu moment romàntic, només perquè Tong se’n vagi bruscament a la foscor. Keng i les seves tropes abandonen el poble l'endemà. Un temps després, Keng escolta algunes persones que diuen que un monstre segueix matant el seu bestiar.

### Segona narració
Un soldat (Lomnoi) és enviat sol al bosc per matar l'esperit d'un tigre xaman (Kaewbuadee). Segueix les seves empremtes i espera al costat d'un arbre quan es fa fosc. Quan es desperta l'endemà al matí, es troba cara a cara amb el xamà en forma humana. El persegueix i lluita, però queda inconscient i l'empeny per un fort pendent.
Quan es desperta, encara té la seva pistola, però la seva ràdio i la motxilla estan destruïdes. Un mico diu al soldat que necessita matar el xamà; en cas contrari, el soldat serà devorat i entrarà al món fantasma del xamà. Quan es torna a fer fosc, el soldat sent un so a la distància i dispara la seva arma en aquesta direcció, només per descobrir que va matar una vaca. Aleshores, l'esperit de la vaca surt del seu cos i camina cap a un arbre brillant. Quan el soldat s'allunya, el xaman (ara amb forma de tigre) el segueix.
El soldat perd la seva arma i comença a caminar sobre les seves mans i genolls fins que es troba amb el xaman tigre en un arbre. Després de mirar-se una estona, el soldat diu "Us dono el meu esperit, la meva carn i els meus records" mentre es mostra una imatge gràfica del xamà tigre absorbint-lo. El soldat continua mirant el xamà tigre mentre el vent puja.

## Repartiment
- Banlop Lomnoi com a Keng
- Sakda Kaewbuadee com a Tong
- Huai Dessom
- Sirivech Jareonchon
- Udom Promma

## Llançament
A Tailàndia, la pel·lícula es va projectar durant només 10 dies al Siam Theatre. La pel·lícula va estar una vegada disponible per a streaming a Amèrica del Nord a través de The Criterion Channel. Des del 2020, la pel·lícula ha estat retirada de la programació de Criterion.
A partir del 2021, els drets de distribució i venda de la pel·lícula a Tailàndia són actualment propietat de GDH 559 com a resultat de la propietat del catàleg de GMM Pictures juntament amb els títols de GTH també. No obstant això, encara no és clar si la pròpia productora del director, Kick The Machine, va conservar altres drets.

## Recepció
A la projecció a la premsa del 57è Festival Internacional de Cinema de Canes, diversos membres del públic van marxar abans que la pel·lícula acabés i alguns dels que es van quedar fins al final la van esbroncar. La pel·lícula va rebre crítiques generalment pobres de revistes de la indústria com Variety i The Hollywood Reporter, però després va guanyar el Premi del Jurat, presidit per Quentin Tarantino. Deborah Young de Variety va declarar el maig de 2004, tenia una "història poc estructurada" i "les seves escenes poc connectades provaran la paciència de la majoria dels espectadors". Manohla Dargis de The New York Times l'octubre de 2004 va assenyalar que era "descaradamente estranya" i es tracta d'un "jove cineasta que s'impulsa als límits de la narrativa cinematogràfica amb gràcia i una certa obstinació". Peter Bradshaw de The Guardian va afirmar "obra mestra, clàssic de culte o simplement lladruc boig?", "Em fa voler esclatar a riure de la seva pura audàcia, la seva excentricitat, la seva desvergonyida aspiració a la poesia" i és "sumptuosa" i espantosa, i una aventura brillant en estructura i estil". S. F. Said de The Telegraph el 2005 va assenyalar que era "estranya però absolutament seductora" i "alguna cosa d'un altre món".
La pel·lícula ha rebut generalment crítiques favorables des de llavors. Segons el lloc web de l'agregador de ressenyes Rotten Tomatoes, el 80% dels crítics han donat a la pel·lícula una crítica positiva basada en 50 ressenyes, amb una valoració mitjana de 7,10 sobre 10. El consens dels crítics del lloc diu: "Tropical Malady  abandona les línies narratives rectes i les respostes fàcils en favor d'un drama completament únic que deixa un impacte oníric persistent". A Metacritic, la pel·lícula té un puntuació mitjana ponderada de 81 sobre 100, amb un 88% de crítiques positives basades en 16 crítiques, que indica "aclamació universal".
Ed Gonzalez de Slant Magazine va classificar Tropical Malady com la tercera millor pel·lícula del 2005. A partir del 2023, el lloc d'agregació They Shoot Pictures, Don't They? va trobar la pel·lícula. per ser la sisena obra cinematogràfica més aclamada del segle XXI. El 2016, la pel·lícula va ocupar el lloc 52 en una de les  enquestes de crítics internacionals de les millors pel·lícules des de l'any 2000 per la BBC. El 2019, The Guardian va classificar Tropical Malady en el lloc 84 de la seva llista de les 100 millors pel·lícules del segle XXI.
Actualment està registrada com una de les pel·lícules del patrimoni nacional de Tailàndia pel Thai Film Archive en la seva vuitena llista anual del 2018.

## Premis
- 57è Festival Internacional de Cinema de Canes – Premi del Jurat
- 2004 Mostra Internacional de Cinema de São Paulo – Premi de la Crítica
- 2005 Festival Internacional de Cinema d'Indianapolis - Premi especial del jurat a la direcció - Special Jury Prize for Directing